# Peterson-Gletscher
Der Peterson-Gletscher ist ein Gletscher an der Budd-Küste des ostantarktischen Wilkeslands. Er fließt in westlicher Richtung und mündet gegenüber von Herring Island in die Penney Bay.
Der US-amerikanische Kartograf Gardner Dean Blodgett kartierte ihn 1955 anhand von Luftaufnahmen der US-amerikanischen Operation Highjump (1946–1947). Das Advisory Committee on Antarctic Names benannte den Gletscher im selben Jahr nach Louie N. Peterson, Funker und Protokollant bei der US-amerikanischen Operation Windmill (1947–1948) zur Errichtung astronomischer Beobachtungsstationen entlang der Kaiser-Wilhelm-II.-Küste, der Knox- und der Budd-Küste von Januar bis Februar 1948.